# 蘇鉄町
蘇鉄町（そてつまち）は、愛知県名古屋市中村区の地名。現在の名駅南一・二丁目の各一部に相当する。

## 歴史
江戸時代末期には名古屋城下町と連続する市街地となり、八切町または矢切筋と称した地区だった。

### 沿革
- 1878年（明治11年）12月28日 - 広井村（下広井町）の一部により[2]、名古屋区蘇鉄町として成立[1]。
- 1889年（明治22年）10月1日 - 名古屋市成立に伴い、同市蘇鉄町となる[2]。
- 1908年（明治41年）4月1日 - 中区成立に伴い、同区蘇鉄町となる[2]。
- 1944年（昭和19年）2月11日 - 中村区に編入され、同区蘇鉄町となる[2]。
- 1981年（昭和56年）6月7日 - 住居表示の実施により、中村区名駅南一・二丁目の各一部に編入され、消滅[2]。